# Helga Masthoff
Helga Niessen Masthoff (Essen, 11 novembre 1941) è un'ex tennista tedesca.

## Biografia
Iniziò da professionista con il nome di Helga Niessen poi cambiato dopo il matrimonio in Helga Masthoff, con cui divenne più nota, vinse il torneo di singolare femminile ai Giochi della XIX Olimpiade superando le statunitensi Jane Bartkowicz e Julie Heldman. In quella stessa edizione vinse anche il torneo di doppio femminile con Edda Buding, mentre giunse seconda con Jürgen Fassbender per il doppio misto. In quell'edizione non furono assegnate medaglie per tali discipline che furono solo dimostrative.
Nel 1970 giunse in finale all'Open di Francia venendo sconfitta da Margaret Smith Court con 6-2, 6-4. Fu fra le migliori dieci tenniste in classifica nel 1970, 1971 e 1973, raggiungendo come massima posizione il sesto posto nel 1970.